# Padules (kommun)
Padules är en kommun i Spanien.   Den ligger i provinsen Provincia de Almería och regionen Andalusien, i den södra delen av landet, 400 km söder om huvudstaden Madrid. Antalet invånare är 520. Arean är 27,0 kvadratkilometer. Padules gränsar till Almócita.
Terrängen i Padules är lite bergig.